# Георешётка

Георешётка из тканых лент

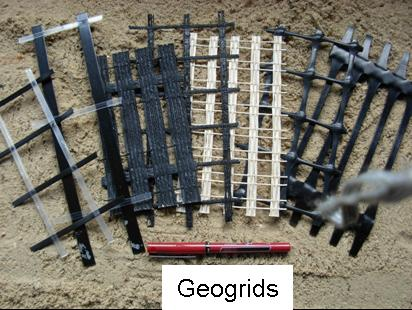
Различные георешетки плоского типа

Георешётка — один из видов геосинтетиков, который представляет собой двухмерную или трёхмерную сотовую структуру, изготовленную из полос полиэфирного иглопробивного полотна или полиэтиленовых и полипропиленовых лент, скреплённых между собой сварными швами высокой прочности. При растяжении в рабочей плоскости образует устойчивый горизонтально и вертикально каркас, предназначенный для армирования заполняющих ячейки георешётки грунтов, грунтощебня, щебня, песка и других строительных материалов.

## Объёмная георешётка
Объёмная георешётка — это объёмная сотовая конструкция из полимерных или синтетических лент, скреплённых между собой. В рабочем состоянии образует модульную ячеистую конструкцию. Материал не подвержен гниению, воздействию кислот, щелочей и прост в монтаже. Срок службы не менее 50-ти лет. Для фиксации модуля объёмной георешётки применяются специальные пластиковые анкера, металлические анкера длиной 500 (800) мм или железная арматура. Материал поставляется в модулях, покрываемая площадь составляет от 10 до 25 м². Высота ячейки варьируется от 50 до 300 мм, диагональ — от 150 до 300 мм, толщина стенки ленты — от 1,1 до 4,5 мм. Цвет материала может быть чёрным или белым (синтетическая лента). Рабочий температурный диапазон составляет от −60 до +60 ºС.

## Плоская георешётка
Плоская георешётка (Геосетка) работает по принципу «заклинивания и фиксации» природного заполнителя (щебня); осуществляет «механическую стабилизацию», разделяет инертные слои, армирует дорожное полотно. Двуосная георешётка обладает высокой прочностью как в продольном, так и в поперечном направлении, что позволяет выдерживать высокие нагрузки.
Используется в комбинации с другими геосинтетическими материалами, образуя многофункциональную систему укрепления, армирования, дренажа.

## Применение
Область применения георешёток:
- армирование рыхлых и неоднородных грунтов;
- противоэрозионная защита откосов;
- фиксация устойчивости дорожных оснований;
- возведение подпорных стен различной высоты и угла заложения;
- укрепление русел малых водотоков, прибрежной зоны водоёмов и каналов;
- проведение ландшафтных работ по озеленению газонов, спортплощадок, автостоянок.

Также георешётки применяются в гражданском строительстве для:
- усиления слабых оснований в районах с ограниченным доступом к высокопрочным нерудным материалам;
- укрепления склонов, откосов в сочетании с различными заполнителями;
- укрепления от размывания русел рек, берегов водоёмов, прудов;
- устройства подпорных стен;
- строительства спортивных площадок и кортов;
- строительства стоянок, вертолётных площадок;
- устройства многоуровневых террас, искусственных холмов, садовых дорожек в ландшафтном дизайне.

### В автодорожном строительстве
Плоская георешётка используется при строительстве дорог, а также их реконструкции и ремонте с целью повышения качества дорожного покрытия, уменьшения колейности и сокращения появления первичных и вторичных отражённых трещин. В качестве армирующего материала георешётка используется для равномерного распределения нагрузки, что позволяет существенно увеличить межремонтные сроки.

### В железнодорожном строительстве
Не менее широкое применение плоская георешётка имеет и при строительстве железных дорог: георешётка позволяет усилить основание железных дорог, снизить подвижность грунтовых частиц железнодорожного балласта, стабилизирует грунт и усиливает насыпь на слабых основаниях, обеспечивают устойчивость откосов и склонов.

### В нефтегазовой отрасли
Плоские георешётки также широко применяются в нефтегазовой отрасли, они незаменимы при строительстве временных дорог, при строительстве на слабых основаниях, которые часто встречаются при обустройстве месторождений. Благодаря свойству геосетки увеличивать несущую способность оснований, она успешно применяется при обустройстве месторождений и прочих объектов нефтегазовой отрасли.

## Производство
Плоская двуосноориентированная георешётка производится путём расплава полимера и движения его по производственной цепочке со следующими этапами:
- расплав полимера и продавливание его через плоскую щелевую фильеру с целью получения полимерного листа, толщиной 8-16 мм;
- охлаждение листа;
- перфорация листа;
- нагрев и растягивание листа в продольном направлении;
- нагрев и растягивание листа в поперечном направлении;
- намотка двуосноориентированной георешетки в рулон.

## Национальные стандарты Российской Федерации и стандарты организаций
- ГОСТ Р 55028- 2012
- ГОСТ Р 55029-2020
- ГОСТ Р 56338-2015
- ПНСТ 317-2018
- СТО 05064236.11-2016 - геосетка дорожная, георешётка плоская полипропиленовая, геосетка полимерная дорожная СО и СД
- СТО 05064236.12-2016 - георешётка полиэфирная, геосетка полиэфирная ПС и ПСК, геосетка полиэфирная ПС (ПВА) и ПСК (ПВА)
- СТО 05064236.14-2016 - георешётка стеклянная, геосетка дорожная из стекловолокна, геосетка ССНП и ССП
- СТО 05064236.15-2016 - георешётка базальтовая, геосетка дорожная из базальтового волокна, геосетка СБНП и СБП